# Tillandsia cerrateana
Tillandsia cerrateana är en gräsväxtart som beskrevs av Lyman Bradford Smith. Tillandsia cerrateana ingår i släktet Tillandsia och familjen Bromeliaceae. Inga underarter finns listade i Catalogue of Life.